# 新小野田発電所
新小野田発電所（しんおのだはつでんしょ）は、山口県山陽小野田市新沖2-1-1にある中国電力の石炭火力発電所。

## 概要
1986年4月に1号機が運転を開始、2号機までが建設された。設備の稼働率は95%となっており、定期点検で発電を停止しているときを除いてフル稼働している。
地球暖化防止に向けた取り組みの一環として、二酸化炭素の排出量を削減する目的で2007年8月30日から、中国電力初となる木質バイオマスの混焼発電を開始した。

## 発電設備
- 総出力：100万kW[1]
- 敷地面積：約29万m2

1号機
定格出力：50万kW
使用燃料：石炭、木質バイオマス
蒸気条件：超臨界圧（Super Critical）
熱効率：41%（高位発熱量基準）
営業運転開始：1986年（昭和61年）4月
2号機
定格出力：50万kW
使用燃料：石炭、木質バイオマス
蒸気条件：超臨界圧（SC）
熱効率：41%（高位発熱量基準）
営業運転開始：1987年（昭和62年）1月

## 石炭搬送用コンベア火災
2014年8月17日16時38分頃、ボイラへ石炭を搬送するコンベアにて火災が発生、これに伴い石炭供給ができなくなり1号機が同日20時57分に、2号機が22時頃にそれぞれ発電を停止した。点検の結果、火災により石炭搬送用コンベアが一部焼損したが、ボイラ等の発電設備については異常はなかった。
現在、冬季重負荷期前の発電再開に向け、コンベア設備の復旧作業が行われている。設備復旧後の発電再開は1号機が11月7日、2号機が11月20日頃を見込んでいる。